# Goliath e la schiava ribelle
Goliath e la schiava ribelle è un film del 1963, diretto da Mario Caiano.

## Trama
Siamo nel periodo di campagna militare di Alessandro Magno contro Dario III di Persia, il generale Marzio, consigliato da Goliath, firma un trattato di pace con il condottiero macedone e in cambio gli viene affidata Kory, promessa sposa a Goliath.
Artaferne, il perfido consigliere, avvelena Marzio e dà la colpa alla ragazza e così Goliah viene imprigionato, ma riesce a fuggire e prepara una rivolta contro l'usurpatore.